# Sven Paris
Sven Paris (ur. 17 grudnia 1980 we Frosinone) – włoski bokser, uczestnik letnich IO w Sydney.

## Kariera
Amatorską karierę bokserską rozpoczął 26 marca 1996. Cztery lata później, podczas igrzysk olimpijskich w Sydney wystąpił w turnieju wagi lekkopółśredniej (63,5 kg). Odpadł w ćwierćfinale, przegrywając na punkty z Algierczykiem Mohamedem Allalou.

## Kariera zawodowa
W 2002 przeszedł na zawodowstwo, występując w wadze półśredniej (147 funtów). W swojej pierwszej walce, 5 kwietnia 2002 znokautował rywala w zaledwie 7 sekund. W ciągu następnych 4 lat stoczył 21 walk, ponosząc tylko jedną porażkę. Zdobył m.in. zawodowe mistrzostwo Włoch, mistrzostwo regionu Morza Śródziemnego IBF i interkontynentalne mistrzostwo WBA. W latach 2007–2008 stoczył cztery walki w USA, ale dwie z nich przegrał.
20 lutego 2009 w rodzinnym Frosinone przegrał przed czasem z polskim bokserem Krzysztofem Bieniasem w walce o interkontynentalne mistrzostwo WBO. Rewanż odbył się 17 lipca 2009. Polak ponownie pokonał Włocha (TKO w 12. rundzie), którego służby medyczne wyniosły na noszach z ringu.